# Ramin (Adelsgeschlecht)

Wappen derer von Ramin

Ramin ist der Name eines pommerschen Uradelsgeschlechts mit gleichnamigem Stammhaus Ramin zwischen Löcknitz und Grambow. Es galt als ein vornehmes und Schloss gesessenes Geschlecht in Vorpommern. Zweige der Familie bestehen bis heute.

## Geschichte
Über die erste urkundliche Erscheinung des Geschlechtes gibt es unterschiedliche Angaben. Eine Quelle besagt, dass ein gewisser Unon von Ramin in einer Urkunde von 1188 vorkommt. Eine andere Quelle benennt als Datum der erstmaligen urkundlichen Erscheinung den 15. April 1280 mit Otto de Rambyn (auf seinem Siegel: de Monte). Die Stammreihe beginnt mit Otto von Ramin, der 1375 auf Zernikow belegt ist.
Seit 1577 unter Philipp I. (Pommern) waren die Ramin Erbschenken von Pommern. Neben Ramin hatten die Familie noch weitere Lehen und Güter wie Kyritz, Lebehn und seit 1544 Stolzenburg bei Stettin. 1449 konnten sie das Städtchen Brüssow mit Zubehör in der Uckermark erwerben, das zu diesem Zeitpunkt zu Pommern gehörte. Sie behaupteten diesen Besitz auch in die brandenburgische Zeit hinein bis 1725.
Friedrich Karl Otto Wilhelm von Ramin (* 1788; † 1852) war im ersten Drittel des 19. Jahrhunderts der letzte Grundbesitzer auf dem alten Stammsitz Ramin. Seine durch die späte Ehe 1847 mit Marie Friedrike Daehn gen. von Sydow nachlegitimierten Kinder wurden bis 1835 in Schmagerow und zuletzt Ramin geboren.
Dagegen konnte das Rittergut Brunn in Brunn mit Waldgut Günnitz, gesamt 1410 ha, im pommerschen Kreis Randow bis 1940 in Familienhand gehalten werden.

## Wappen
Das Wappen zeigt im silbernen Feld des Schildes einen roten Steighaken mit drei goldenen Quersprossen. Auf dem Helm über rot-silbernen Decken die Laubkrone oder eine rot-silberne Helmwulst, darüber zwei fächerartig gestellte rote Steighaken.
Das Wappenbild mit der roten Steigleiter ist identisch mit dem der von Bredow. Laut Kneschke besteht auch eine Stammesverwandtschaft der beiden Geschlechter.

Wappen im Herrschaftsbereich des Adelsgeschlechts
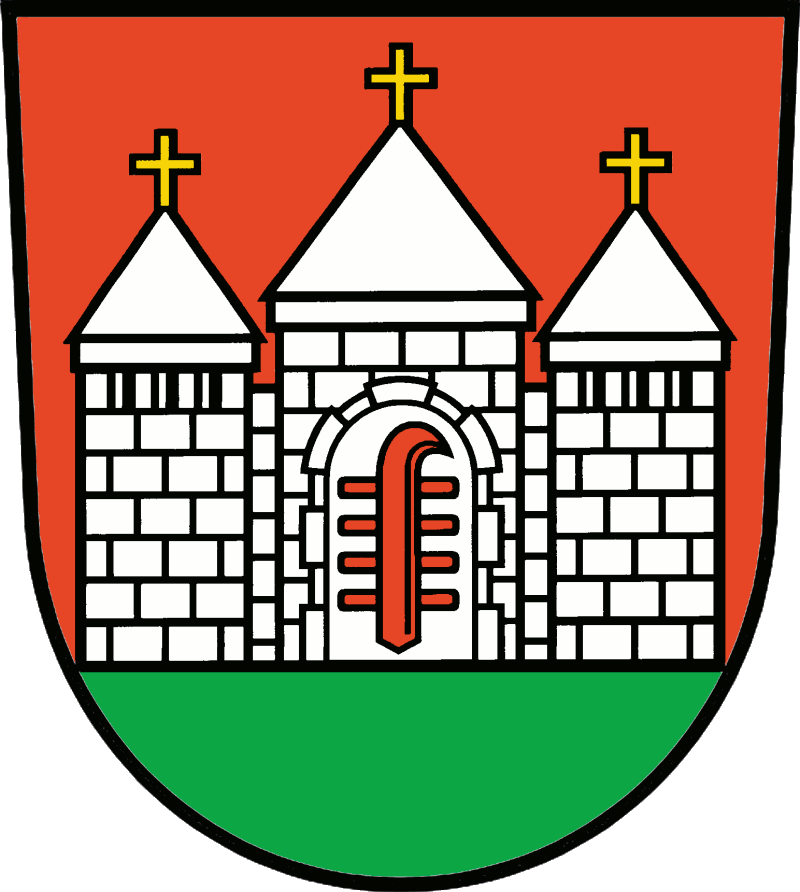
Brüssow
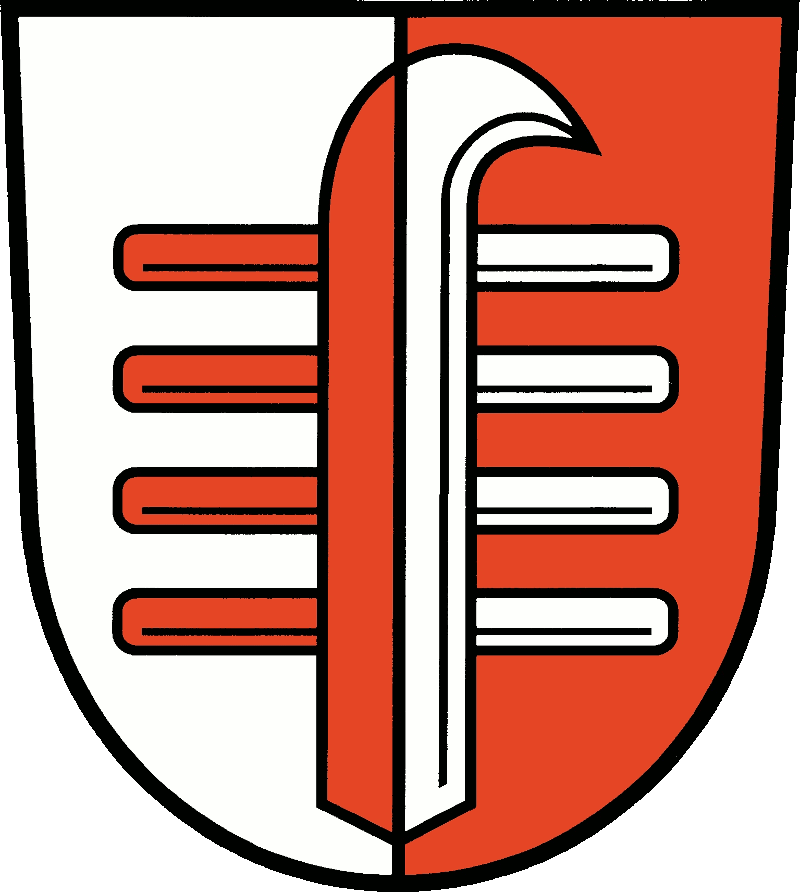
Amt Brüssow (Uckermark)

## Namensträger
- Busso von Ramin (* 1472), Herr auf Boeck und Daber, Kanzler des Herzogs Barnim X. von Pommern (1529)
- Henning von Ramin (* 1544; † 1598), Herr auf Boeck etc., Kanzler des Herzogs Ernst Ludwig
- Friedrich Caspar von Ramin († 1588), Herr auf Stolzenburg, Boeck, Daber und auf Baumgarten (1545), königlich dänischer Obermarschall, pommerscher Landrat
- Otto von Ramin (* 1536; † 1610), Kanzler im Herzogtum Pommern-Stettin
- Jürgen Bernd von Ramin (* 1693; † 1775), preußischer Landrat des Randowschen Kreises
- Friedrich Ehrenreich von Ramin (* 1709; † 1782), preußischer Generalleutnant und Generalinspekteur der Infanterie
- Christian Friedrich von Ramin (* 1714; † 1761), preußischer Justizjurist, Vizepräsident der Pommerschen Regierung
- Carl Bogislav von Ramin (* 1716; † 1788), preußischer Landrat des Randowschen Kreises
- Otto von Ramin (* 1815; † 1882), preußischer Verwaltungsbeamter, Rittergutsbesitzer und Parlamentarier
- Jürgen von Ramin (* 1884; † 1962), deutscher Junker, Kaufmann, Schriftsteller und völkischer Politiker
- Clemens von Ramin (* 1967), deutscher Rezitator bzw. Sprecher und Filmschauspieler

## Märchen und Sagen
- Hans von Ramin in die „Die Räuberhöhle bei Schmölle“[6]
- Hans von Ramin in die „Der Leichensee“[6]